# Piotrkowice (osada leśna w powiecie kościańskim)
Piotrkowice – osada leśna w Polsce położona w województwie wielkopolskim, w powiecie kościańskim, w gminie Czempiń.
W latach 1975–1998 miejscowość administracyjnie należała do województwa poznańskiego.